# Gerrit Willem van Zuylen van Nievelt
Gerrit Willem baron van Zuylen van Nievelt (Arnhem, 12 augustus 1807 - aldaar, 11 april 1881) was een Nederlandse burgemeester, gedeputeerde van Gelderland en waarnemend commissaris van de Koning van deze provincie. 

## Leven en werk
Van Zuylen van Nievelt, zoon van Coenraad Jan baron van Zuylen van Nievelt (1779-1837) en Clementia van der Nieuwpoort (1781-1847), was van 1837 tot 1841 burgemeester van de gemeente Barneveld. In 1841 werd hij lid van Provinciale Staten van Gelderland en in hetzelfde jaar nog werd hij gekozen tot gedeputeerde van de provincie Gelderland. Hij vervulde deze functie tot zijn overlijden in 1881. Regelmatig verving hij de Commissaris des Konings bij diens afwezigheid. In 1880 nam hij enkele maanden de functie van Commissaris des Konings waar na het vertrek van L.G.A. graaf van Limburg Stirum.
Van Zuylen van Nievelt was een broer van Jasper Hendrik van Zuylen van Nievelt (1808-1877), die opdracht gaf tot het bouwen van het kasteel De Schaffelaar te Barneveld. Hij trouwde in 1857 met Catharina Johanna Jacoba van Haersolte (1816-1863), zij kregen één dochter: Louise Maria Clemence barones van Zuylen van Nievelt. Zij trouwde met Mr. Alexander Adriaan baron van Nagell, een broer van Anne Willem Jacob Joost van Nagell, die later burgemeester van Barneveld werd. Van Zuylen van Nievelt overleed in april 1881 op 73-jarige leeftijd in Arnhem.
- Biografisch Portaal: 50629790
- Digitale Bibliotheek voor de Nederlandse Letteren: zuyl013
- Gemeinsame Normdatei: 1204154732
- International Standard Name Identifier: 0000 0003 9465 6993
- Nederlandse Thesaurus van Auteursnamen: 073512249
- Virtual International Authority File: 289240242
- WorldCat: E39PBJm9bTgCM8GVcyDkGp4jG3